# Расейняйские говоры

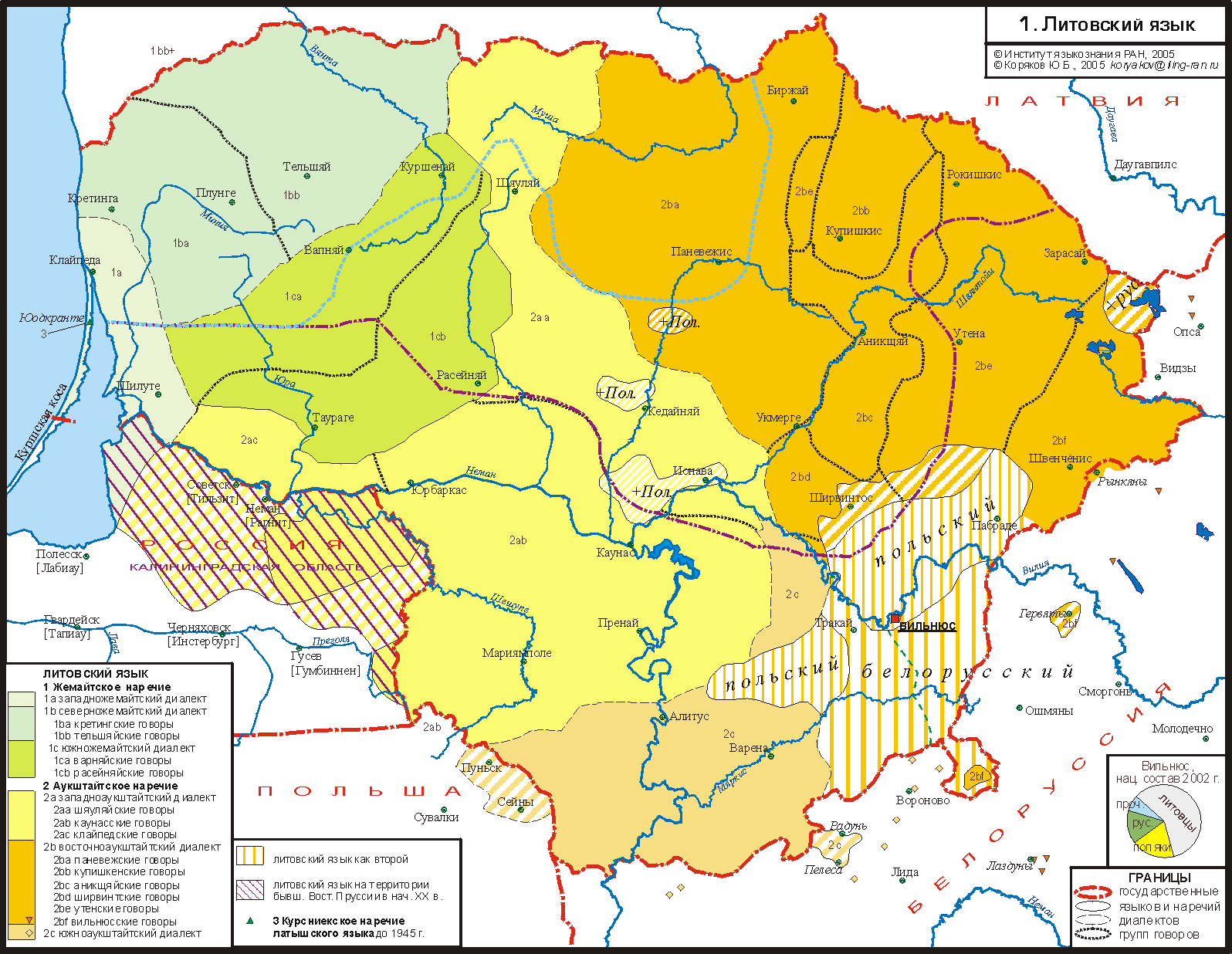
Ареал расейняйских говоров на карте распространения литовского языка (по данным классификации 1964 года)

Расе́йняйские го́воры (также расейнские говоры; лит. raseiniškiai, латыш. raseiņu izloksne; самоназвание raseiniškiai) — говоры жемайтского (нижнелитовского) наречия, распространённые в западной части территории Литовской республики в окрестностях Расейняя и к северу и западу от него. Входят вместе с варняйскими говорами в состав южножемайтского диалекта, одного из трёх жемайтских диалектов наряду с западножемайтским и северножемайтским.
Расейняйские говоры по своим диалектным особенностям ближе к аукштайтским говорам, чем остальные говоры жемайтского наречия. В связи с этим расейняйские говоры могут рассматриваться как переходные к аукштайтскому наречию.

## Область распространения
Область распространения расейняйских говоров размещается в юго-восточных районах историко-этнографической области Жемайтия.
Согласно современному административно-территориальному делению Литвы, ареал расейняйских говоров занимает юго-западную часть территории Шяуляйского уезда, северо-западную часть территории Каунасского уезда и северную часть территории Таурагского уезда.
Область распространения расейняйских говоров на северо-востоке и востоке граничит с областью распространения шяуляйских говоров западноаукштайтского диалекта. С юго-востока к ареалу расейняйских говоров примыкает основной ареал каунасских говоров западноаукштайтского диалекта, с юга и юго-запада — клайпедско-аукштайтский ареал. В северо-западной части ареала расейняйские говоры соседствуют с варняйскими говорами южножемайтского диалекта.